# 오디오가이 레코즈
오디오가이 레코즈(Audioguy Records)는 대한민국의 오디오파일(Audiophile) 레이블이다. 서울 종로구 통의동에 위치하고 있다.
2000년 3월, 레코딩 엔지니어 최정훈이 설립한 독립 레이블로서 주로 재즈, 국악, 클래식 등의 어쿠스틱 음악을 직접 녹음하여 음반을 발매한다.
발매한 음반으로는 국내 최초로 DSD 포맷으로 녹음하여 SACD로 발매한 강태환의 "Improvised Memories", 프리재즈 명인 박재천의 "Queen and Qing"을 시작으로,
최근에는 모차르트 레퀴엠 음반 중에는 이례적으로 국내 음악가들의 참여로만 이루어진 콜레기움 보칼레 서울 (지휘 : 김선아)의 "Requiem KV 626"이 있다.

오디오가이 레코즈의 음반은 인공적인 음향 편집을 최소화한 '자연스러운' 사운드를 특징으로 한다.

## 수상
- 13th 한국 대중 음악상 최우수 재즈 & 크로스오버(재즈) 음반부문 (2016) - «Little Star» (이부영)
- 8th 한국 대중 음악상 최우수 재즈 & 크로스오버(연주) 음반부문 (2011) - «A Rhapsody In Cold Age» (이판근 프로젝트)
- 7th 한국 대중 음악상 최우수 재즈 & 크로스오버(연주) 음반부문 (2010) - «The Methodologies»(김 책 & 정재일)
- 6th 한국 대중 음악상 최우수 재즈 & 크로스오버 (크로스오버) 음반부문 (2009) - «Dreams From The Ancestor» (박재천 & 미연)
- 5th 한국 대중 음악상 올해의 연주 (2008) - «예산족» (박재천)

## 디스코그래피
이 부분의 본문은 오디오가이 레코즈의 음반입니다.